# Harry Carey
Pour les articles homonymes, voir Carey.
Cet article possède des paronymes, voir Harry Carey Jr. et Harry Caray.
Harry Carey est un acteur américain, né le 16 janvier 1878 à New York et mort le 21 septembre 1947 à Brentwood, en Californie. À l'époque du cinéma muet, il fut une figure emblématique du western, et il resta un artisan majeur du genre durant les premières années du cinéma parlant. À partir de 1936, il se tourna vers des seconds rôles jusqu'à la fin de sa carrière en 1947. Aujourd'hui, cette image occulte souvent le statut de star qu'il occupait durant ses années de gloire.

## Biographie

### Éducation
Harry Carey nait le 16 janvier 1878 dans le Bronx de New York sous le nom de Henry DeWitt Carey II. Il est issu d'une famille aisée : son père est un important magistrat et président d'une entreprise de machines de couture.
Jeune, il suit l'école militaire, mais il refuse ensuite de rentrer à West Point. À la place, il s'inscrit en droit à l'université de New York. Ses études sont interrompues à 21 ans par une grave pneumonie, après être tombé dans un lac glacé lors d'un accident de bateau.
Durant sa convalescence, il écrit une pièce de théâtre intitulée Montana, qui reflète sa passion pour les chevaux. Il monte la pièce et y joue le rôle principal. Le succès est au rendez-vous : il enchaine les représentations à travers le pays entre 1904 et 1908, approximativement. Il écrit ensuite une deuxième pièce, Heart of Alaska, ayant pour sujet la ruée vers l'or du Klondike. Mais celle-ci n'obtient pas la réussite de la première et ne connait que seize représentations.

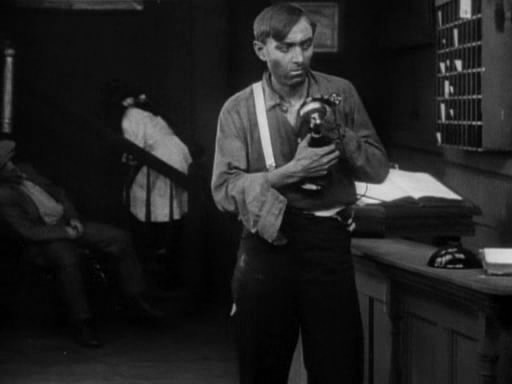
Harry Carey dans L'Invisible Ennemi (1912).

Carey est engagé par la Biograph Company, société de production de films basée dans le Bronx, pour laquelle il tourne pour la première fois en 1909. À la naissance d'Hollywood, Carey accompagne la Biograph en Californie. Il apparait dans plusieurs dizaines de courts-métrages de D. W. Griffith et Anthony O'Sullivan (en) entre 1912 et 1915. Il y campe le plus souvent des rôles de méchants face à Lionel Barrymore, Lillian Gish, Mae Marsh et Mary Pickford. En 1914, Griffith et ses stars quittent le studio qui commence alors à décliner.

### Ascension chez Universal

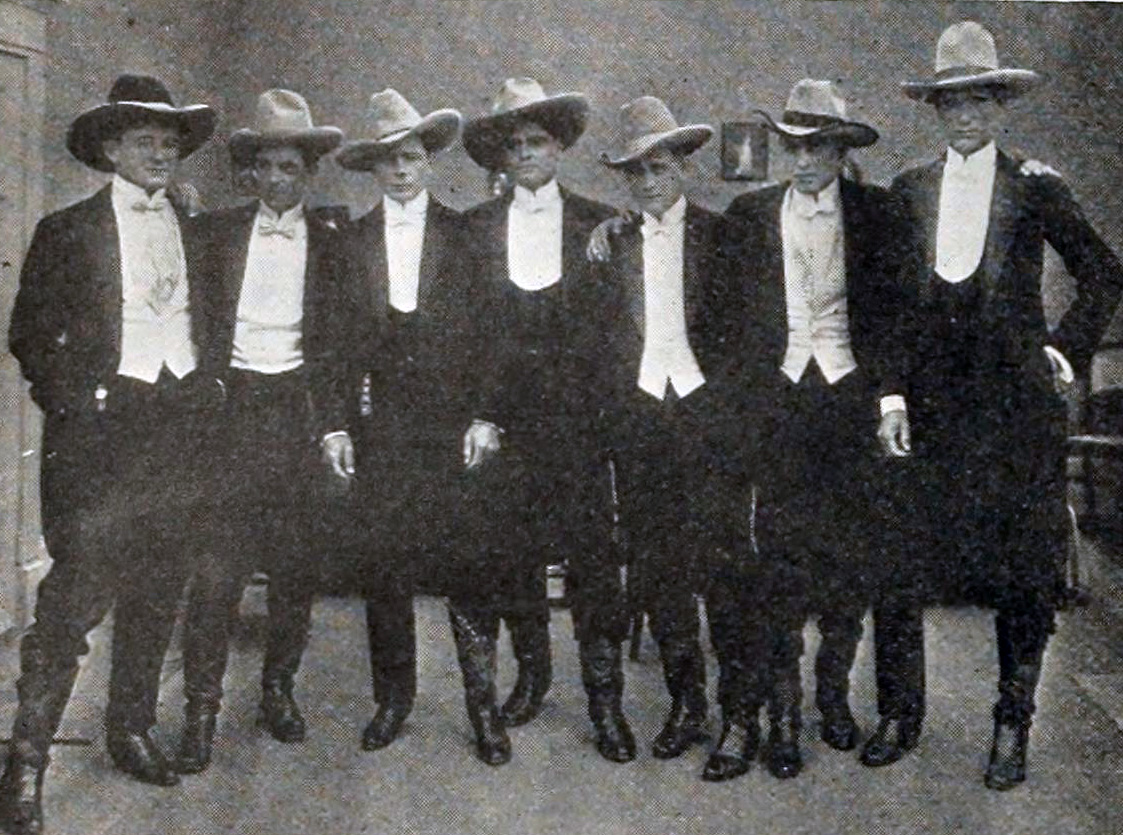
Harry Carey avec des cowboys (1916)

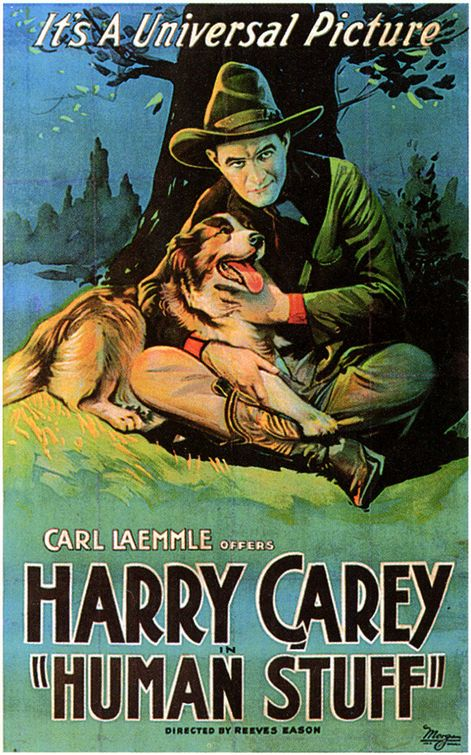
Human Stuff (1920)

En 1915, Harry Carey est repéré par Universal et y signe en tant qu'acteur de premier plan. C'est là qu'il acquiert le statut de star du western. En 1916, il joue dans quatre films de Jacques Jaccard aux côtés d'Olive Golden, qu'il épousera quatre ans plus tard, et de Hoot Gibson, acteur débutant. Avec Olive, la même année, il apparait aussi dans quatre des toutes premières réalisations de George Marshall. En 1917, Carey tient la vedette de quatorze westerns de Fred Kelsey, avec souvent dans des rôles mineurs son ami Hoot Gibson et William Steele.
Toujours en 1917, Harry Carey se retrouve sous la direction d'un autre jeune réalisateur. Il s'agit de John Ford, qui s'introduit chez Universal pistonné par son grand frère, Francis Ford. Carey et Ford font tous leurs films ensemble pendant trois ans : ils conduisent une série de vingt-trois westerns à succès où Carey interprète le personnage de Cheyenne Harry. La réussite de ces films le propulse parmi les acteurs les mieux payés d'Hollywood et ils lancent la carrière de John Ford. Hoot Gibson et William Steele y occupent encore des rôles secondaires.

### Popularité
En 1919, Hoot Gibson devient à son tour un premier rôle chez Universal. À partir de 1920, le style laconique de Harry Carey semble passer de mode au profit des cowboys clinquants comme Tom Mix. En 1922, c'est Gibson qui devient le cowboy fétiche du studio à sa place. En réaction, Harry Carey quitte Universal et John Ford.
Durant les années 1920, Carey reste un cowboy très apprécié du public même s'il ne jouit plus vraiment du statut de superstar comme Mix, Gibson ou Buck Jones. Il tourne pour différents studios et réalisateurs, comme la Producers Distributing Corporation, le Film Booking Offices ou la filiale américaine de Pathé. À l'aube du parlant, bien que toujours très populaire, il arrête le cinéma pour se consacrer au music-hall avec sa femme Olive. Ils voyagent avec leur troupe pendant quelques années mais ils n'obtiennent pas vraiment de succès.

### Films parlants
Harry Carey revient à Hollywood lorsqu'Irving Thalberg, qui dirige la MGM après avoir connu Carey à Universal, offre à l'acteur le premier rôle de Trader Horn (1931) ; et à Olive un rôle secondaire. Après sept mois de tournage au Mexique et en Afrique, ce long film épique est un réel succès financier. Sa carrière relancée, Carey obtient des premiers rôles dans le western B et remonte en selle malgré ses 53 ans. En 1935, il partage deux nouvelles fois l'affiche avec son vieil ami Hoot Gibson.

### Seconds rôles
En 1936, après une vingtaine de films parlants, il change de style. Il quitte le western et occupe des rôles secondaires dans la série A. Notamment, il fut nommé pour l'Oscar du meilleur acteur dans un second rôle pour sa prestation de vice-président du Congrès dans Monsieur Smith au Sénat (1939). Aussi, il retrouve John Ford dans Je n'ai pas tué Lincoln (1936).
Durant les années 1940, il continue sur la même voie. Il joue quatre fois avec son grand ami John Wayne, la dernière étant dans La Rivière rouge, tourné en 1946. Bien qu'ils ne partagent aucune scène, le film marque la seule collaboration de Carey avec son fils Harry Carey Jr. Celui-ci débute alors une carrière durant laquelle il fera souvent partie de l'équipe de John Ford aux côtés de Wayne.
Fumeur, Harry Carey développe un cancer et un emphysème pulmonaire. Il en meurt le 21 septembre 1947 à l'âge de 69 ans. Il fut enterré en costume de cowboy au cimetière de Woodlawn dans le Bronx, devant près d'un millier de fans.

## Vie privée
En 1920, Harry Carey épouse en deuxième mariage Olive Fuller Golden, actrice de 18 ans sa cadette, avec qui il a tourné une dizaine de films au début des années 1910. Le couple s'installe jusqu'en 1944 dans un ranch de la vallée de Santa Clarita, qui est ravagé une fois par l'eau, lors de l'effondrement du barrage de St. Francis en 1928, puis une fois par le feu dans les années 1930. De leur union naissent deux enfants : Harry Carey Jr. en 1921 et, plus tard, une fille, Ella. Le fils aura comme son père une carrière cinématographique importante.

## Postérité

### Style

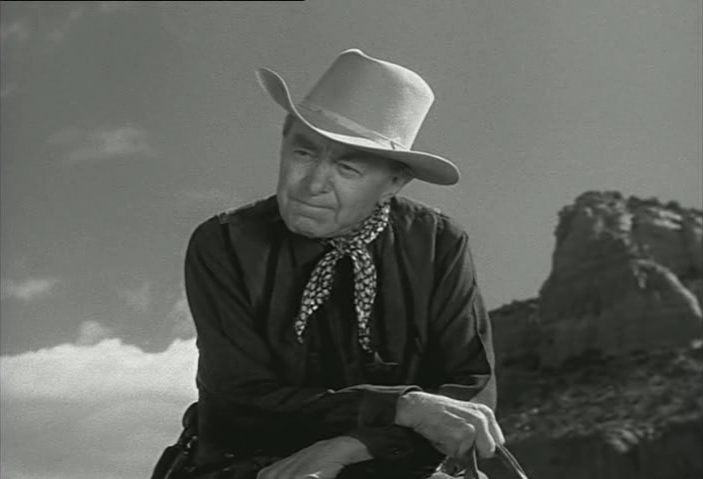
Position typique de Harry Carey sur son cheval.

Harry Carey est un cowboy au style très sobre. Il porte souvent des tenues modestes, à l'inverse des costumes flamboyants de Ken Maynard, par exemple. Il n'impose pas sa voix comme le fait Johnny Mack Brown. Son visage creusé lui donne un air plus âgé et il a un sourire doux. Comme William S. Hart, il a un côté taciturne, mais Carey est moins sombre et dramatique. Ses westerns sont assez réalistes, comparés aux shows épiques de Tom Mix. Will Rogers qualifia Carey « d'acteur le plus humain et le plus naturel du western. »
Pour Cinquième Colonne (1942), Alfred Hitchcock proposa à Harry Carey un rôle de dirigeant Nazi. L'acteur refusa, son épouse s'opposant à ce qu'il brise l'image du héros Américain qu'il véhicule auprès de ses admirateurs.
Il a aussi développé des traits particuliers comme sa façon d'être assis sur son cheval, appuyé avec les bras sur l'avant de la selle. Il avait aussi l'habitude de tenir un de ses avant-bras dans l'autre main. Ce geste est d'ailleurs reproduit en hommage par John Wayne à la fin de La Prisonnière du désert (1956).

### Influence
Harry Carey a largement marqué l'image du cowboy américain au long de sa carrière. John Wayne le qualifia de « plus grand acteur western de tous les temps. » Le Duke dira par ailleurs que les deux seuls acteurs cowboys de qui il a appris sont Harry Carey et Yakima Canutt.
Peu après la mort de Carey, John Ford lui dédicace le générique d'ouverture du Fils du désert en ces mots : « To the bright star of the early western sky » — c'est-à-dire « À l'étoile qui brilla dans les premiers cieux du western. »
Durant la partie moins faste de la carrière de Carey, John Ford, qui, lui, était au sommet, aurait pu offrir à l'acteur du travail dans ses films. Mais le réalisateur ne voulait pas rabaisser dans des seconds rôles l'ancienne star pour laquelle il avait tant de respect. C'est pourquoi ils ne firent qu'un film ensemble après 1921 (Je n'ai pas tué Lincoln, 1936). John Ford n'en faisait pas autant avec son propre frère, qu'il plaçait sous ses ordres dans des rôles misérables, bien que celui-ci ait lancé sa carrière à Universal.

### Récompenses
- Nomination à l'Oscar du meilleur acteur dans un second rôle pour Monsieur Smith au Sénat (1939).
- Étoile sur le Walk of Fame à Hollywood.
- Intronisé dans le Hall of Great Western Performers en 1976.
- Memorial Award aux Golden Boot Awards en 1991.

## Filmographie
- 1909 : Bill Sharkey's Last Game de D. W. Griffith
- 1910 : Gentleman Joe (en)
- 1912 : L'Invisible Ennemi (An Unseen Enemy) de D. W. Griffith : le voleur
- 1912 : Two Daughters of Eve de D. W. Griffith
- 1912 : Les Amis (Friends) de D. W. Griffith : Bob Kyne (le prospecteur)
- 1912 : So Near, Yet So Far  de David W. Griffith  : un voleur
- 1912 : A Feud in the Kentucky Hills (en) de D. W. Griffith : Second Clan Member
- 1912 : In the Aisles of the Wild (en)  de D. W. Griffith : Bob Cole
- 1912 : The One She Loved (en)  de D. W. Griffith : The Neighbor's Friend
- 1912 : The Painted Lady de D. W. Griffith : At Ice Cream Festival
- 1912 : Cœur d'apache (The Musketeers of Pig Alley) de D. W. Griffith : Snapper's Sidekick
- 1912 : Heredity de D. W. Griffith : White Renegade Father
- 1912 : Gold and Glitter (en)  de D. W. Griffith : Lumberman
- 1912 : The Informer  de D. W. Griffith : The Union Corporal
- 1912 : Brutality (en) de D. W. Griffith : At Theatre
- 1912 : My Hero (en) de D. W. Griffith : Indian
- 1912 : The Burglar's dilemma de D. W. Griffith : Older Crook
- 1912 : A Cry for Help (en) de D. W. Griffith : The Thief
- 1912 : The God Within (en) de D. W. Griffith
- 1913 : Three Friends de D. W. Griffith  : In Saloon / In First Factory
- 1913 : La Jeune Téléphoniste et la Femme du monde (The Telephone Girl and the Lady)  de D. W. Griffith : Le voleur
- 1913 : Pirate Gold de Wilfred Lucas :
- 1913 : An Adventure in the Autumn Woods (en) de D. W. Griffith : Third Thief
- 1913 : A Misappropriated Turkey (en) de D. W. Griffith : The Bartender
- 1913 : Brothers (en) de D. W. Griffith : Le fils favori de la mère
- 1913 : Oil and Water (en) de D. W. Griffith : Stage Manager / At Dinner
- 1913 : A Chance Deception (en) de D. W. Griffith : Raffles
- 1913 : Love in an Apartment Hotel (en) de D. W. Griffith : The Thief
- 1913 : The Wrong Bottle (en) d'Anthony O'Sullivan (en) :  Extra
- 1913 : Broken Ways de D. W. Griffith : The Sheriff
- 1913 : A Girl's Stratagem (en) de D. W. Griffith
- 1913 : The Unwelcome Guest de D. W. Griffith : The Sheriff
- 1913 : Near to Earth (en) de D. W. Griffith
- 1913 : The Sheriff's Baby (en) de D. W. Griffith : Second Bandit
- 1913 : The Hero of Little Italy (en) de D. W. Griffith : Tony
- 1913 : The Stolen Bride (en) d'Anthony O'Sullivan (en) : The Husband
- 1913 : A Frightful Blunder (en) d'Anthony O'Sullivan (en) : The Superintendent
- 1913 : The Left-Handed Man (en) de D. W. Griffith : The Thief
- 1913 : If We Only Knew (en) de D. W. Griffith : The Sailor
- 1913 : The Tenderfoot's Money (en) d'Anthony O'Sullivan (en) : The Gambler
- 1913 : The Stolen Loaf (en) de D. W. Griffith  : The Butler
- 1913 : Olaf-An Atom (en) d'Anthony O'Sullivan (en) : Olaf, an Atom
- 1913 : A Dangerous Foe (en) d'Anthony O'Sullivan (en) : The 'Bull'
- 1913 : The Ranchero's Revenge (en) : The Schemer
- 1913 : Red Hicks Defies the World (en) : In Crowd
- 1913 : The Well (en) : Giuseppe, the Farmhand
- 1913 : In Diplomatic Circles (en) d'Anthony O'Sullivan (en) : The Butler
- 1913 : A Gamble with Death (en) : The Cowpuncher
- 1913 : The Sorrowful Shore (en) de D. W. Griffith : The Widowed Father
- 1913 : The Enemy's Baby (en) : Miller
- 1913 : The Mistake
- 1913 : A Gambler's Honor d'Anthony O'Sullivan (en) : The Gambler
- 1913 : The Mirror (en)  d'Anthony O'Sullivan (en) : First Tramp
- 1913 : The Vengeance of Galora (en)   d'Anthony O'Sullivan (en) : A Prospector
- 1913 : When Love Forgives (en) d'Anthony O'Sullivan (en) : Second Criminal
- 1913 : Under the Shadow of the Law (en) d'Anthony O'Sullivan (en) : The Convict
- 1913 : I Was Meant for You (en) d'Anthony O'Sullivan (en) : Luke
- 1913 : Two Men of the Desert (en) de D. W. Griffith
- 1913 : The Crook and the Girl (en) d'Anthony O'Sullivan (en) : The Crook
- 1913 : Black and White de Dell Henderson
- 1913 : The Strong Man's Burden (en) d'Anthony O'Sullivan (en) : Bob
- 1913 : A Modest Hero (en) de Dell Henderson
- 1913 : The Stolen Treaty (en) d'Anthony O'Sullivan (en) : The Detective
- 1913 : The Law and His Son (en) d'Anthony O'Sullivan (en) : Manning
- 1913 : A Tender-Hearted Crook (en) d'Anthony O'Sullivan (en) : The Thief
- 1913 : The Van Nostrand Tiara (en) d'Anthony O'Sullivan (en) : Society Detective
- 1913 : Madonna of the Storm (en) de D. W. Griffith
- 1913 : The Stopped Clock (en) d'Anthony O'Sullivan (en) : The Detective
- 1913 : The Detective's Stratagem (en) : Keene, the Detective
- 1913 : All for Science (en) d'Anthony O'Sullivan (en) : The Young Man
- 1913 : Pendant la bataille (The Battle at Elderbush Gulch) de D. W. Griffith
- 1914 : A Nest Unfeathered (en) d'Anthony O'Sullivan (en) : The Foreman
- 1914 : The Abandoned Well d'Oliver L. Sellers (en) et Travers Vale : The Adopted Son
- 1914 : Her Father's Silent Partner (en) de Donald Crisp
- 1914 : Judith de Béthulie (Judith of Bethulia) de D. W. Griffith : Assyrian Traitor
- 1914 : Brute Force (Brute Force) de D. W. Griffith : In Womanless Tribe (The Old Days)
- 1914 : The Master Cracksman (en) : Gentleman Joe, the Cracksman (réalisateur)
- 1914 : McVeagh of the South Seas (en) : Cyril Bruce McVeagh (réalisateur)
- 1915 : The Sheriff's Dilemma (en) : The Sheriff
- 1915 : Perils of the Jungle (en) de E.A. Martin (it)
- 1915 : The Miser's Legacy (en) d'Anthony O'Sullivan (en) :  Jackson - The Crook
- 1915 : The Heart of a Bandit (en) : Texas Pete - the Bandit
- 1915 : His Desperate Deed (en) : Burleigh
- 1915 : Battle of Frenchman's Run (en) de Theodore Marston
- 1915 : The Gambler's I.O.U. (en) : Dave Dawson
- 1915 : A Double Winning (en) : 2nd Sportsman
- 1915 : A Day's Adventure (en) : Hogan - Leader of the Crooks
- 1915 : The Canceled Mortgage (en) : First Road Agent
- 1915 : Truth Stranger Than Fiction (en) : Crook
- 1915 : Her Dormant Love (en)  : Dandy Dick - The Fugitive
- 1915 : The Way Out (en) d'Anthony O'Sullivan (en) : The Bandit
- 1915 : Her Convert (en) d'Anthony O'Sullivan (en) : The Converted Cracksman
- 1915 : As It Happened (en)  d'Anthony O'Sullivan (en) : The New Foreman
- 1915 : Just Jim (en) d'Oscar A. C. Lund: Jim
- 1915 : Judge Not; or The Woman of Mona Diggings (en) de Robert Z. Leonard : Miles Rand
- 1915 : Graft (en) de George Lessey et Richard Stanton : Tom Larnigan
- 1916 : A Knight of the Range (en) de Jacques Jaccard : Cheyenne Harry
- 1916 : Secret Love (en) de Robert Z. Leonard : Fergus Derrick
- 1916 : The Passing of Hell's Crown (en) de Jacques Jaccard : Blaze
- 1916 : The Wedding Guest (en) de Jacques Jaccard : The Squarest Sheriff Alive
- 1916 : The Three Godfathers (en) d'Edward LeSaint : Bob Sangster
- 1916 : The Jackals of a Great City (en) d'Edward LeSaint : Tom Wayne
- 1916 : The Committee on Credentials (en) de George Marshall : Ballaret Bill
- 1916 : For the Love of a Girl (en)  : Black La Rue (réalisateur)
- 1916 : Les Pirates nostalgiques (en) (Love's Lariat) de Harry Carey et George Marshall : Sky High
- 1916 : A Woman's Eyes (en) de George Marshall : Tom Horn
- 1916 : The Devil's Own (en) de George Marshall : Shifty
- 1916 : Behind the Lines (en) de Henry MacRae : Dr. Ralph Hamlin
- 1916 : The Conspiracy (en) de Henry MacRae : Dick Olney
- 1916 : Guilty (en) de Henry MacRae : Ramon Valentine
- 1917 : Blood Money (en) de Fred Kelsey : Cheyenne Harry
- 1917 : The Bad Man of Cheyenne (en) de Fred Kelsey : Cheyenne Harry
- 1917 : The Outlaw and the Lady (en) de Fred Kelsey : Cheyenne Harry
- 1917 : The Drifter (en) de Fred Kelsey : Cheyenne Harry
- 1917 : Goin' Straight (en) de Fred Kelsey : Cheyenne Harry
- 1917 : The Fighting Gringo de Fred A. Kelsey : William 'Red' Saunders
- 1917 : Hair-Trigger Burke (en) de Fred Kelsey et Eugene B. Lewis : Hair Trigger Burke
- 1917 : The Honor of an Outlaw (en) de Fred Kelsey : Cheyenne Harry
- 1917 : A 44-Calibre Mystery (en) de Fred Kelsey : Cheyenne Harry
- 1917 : The Almost Good Man (en) de Fred Kelsey : Dick Glenning
- 1917 : The Mysterious Outlaw (en) de Fred Kelsey : Buck Lessen
- 1917 : The Golden Bullet (en) de Fred Kelsey : Jack
- 1917 : The Wrong Man (en) de Fred Kelsey :
- 1917 : Six-Shooter Justice (en) de Fred Kelsey : Cheyenne Harry
- 1917 : Pour son gosse (The Soul Herder) (court-métrage) de John Ford : Cheyenne Harry
- 1917 : Cheyenne's Pal de John Ford : Cheyenne Harry
- 1917 : Le Ranch Diavolo (Straight Shooting) de John Ford : Cheyenne Harry
- 1917 : The Texas Sphinx de Fred Kelsey : Jim Cranman
- 1917 : L'Inconnu (The Secret Man) de John Ford : Cheyenne Harry
- 1917 : A Marked Man : Cheyenne Harry
- 1917 : À l'assaut du boulevard (Bucking Broadway) de John Ford : Cheyenne Harry
- 1918 : Le Cavalier fantôme (The Phantom Riders) de John Ford : Cheyenne Harry
- 1918 : La Femme sauvage (Wild Women) de John Ford : Cheyenne Harry
- 1918 : Thieves' Gold de John Ford  : Cheyenne Harry
- 1918 : La Tache de sang (The Scarlet Drop) de John Ford : 'Kaintuck' Harry Ridge
- 1918 : Du sang dans la prairie (Hell Bent) : Cheyenne Harry
- 1918 : Le Bébé du cow-boy (A Woman's Fool) de John Ford : Lin McLean
- 1918 : Le Frère de Black Billy (Three Mounted Men) de John Ford : Cheyenne Harry
- 1919 : Sure Shot Morgan
- 1919 : Sans armes (Roped) de John Ford : Cheyenne Harry
- 1919 : À la frontière (A Fight for Love) : Cheyenne Harry
- 1919 : Le Serment de Black Billy (Bare Fists) : Cheyenne Harry
- 1919 : La Vengeance de Black Billy (Riders of Vengeance): Cheyenne Harry
- 1919 : The Outcasts of Poker Flat : Sqaure Shootin' Harry Lanyon / John Oakhurst
- 1919 : Le Roi de la prairie (The Ace of the Saddle) : Cheyenne Harry Henderson
- 1919 : Black Billy au Canada (The Rider of the Law) (Jim of the Rangers) : Jim Kyneton
- 1919 : Tête brûlée (A Gun Fightin' Gentleman) de John Ford : Cheyenne Harry
- 1919 : Les Hommes marqués (Marked Men) de John Ford : Cheyenne Harry
- 1920 : 'If Only' Jim (en) de  Jacques Jaccard : Jim Golden
- 1920 : Overland Red de Lynn Reynolds : Overland Red
- 1920 : Bullet Proof de Lynn Reynolds : Pierre Winton
- 1920 : Human Stuff (en) de  B. Reeves Eason : James 'Jim' Pierce
- 1920 : Blue Streak McCoy (en) de  B. Reeves Eason : Job McCoy
- 1920 : Sundown Slim (en) de Val Paul (en) : Sundown Slim
- 1920 : West Is West (en) de Val Paul (en) : Dick Rainboldt
- 1921 : Hearts Up : David Brent
- 1921 : The Freeze-Out : Ohio, the Stranger
- 1921 : The Wallop : John Wesley Pringle
- 1921 : Desperate Trails (en) : Bart Carson
- 1921 : The Fox : Ol' Santa Fe
- 1922 : Man to Man : Steve Packard
- 1922 : The Kickback : White Horse Harry
- 1922 : Good Men and True : J. Wesley Pringle
- 1923 : Canyon of the Fools : Bob
- 1923 : Crashin' Thru : Blake
- 1923 : Desert Driven : Bob
- 1923 : The Miracle Baby : Neil Allison
- 1924 : The Flaming Forties de Tom Forman : Bill Jones
- 1924 : The Night Hawk : The Hawk
- 1924 : The Lightning Rider : Phlip Morgan
- 1924 : Tiger Thompson : Tiger Thompson
- 1924 : Roaring Rails (en) de Tom Forman : Big Bill Benson
- 1925 : Soft Shoes : Pat Halahan (+ scénario et histoire)
- 1925 : Beyond the Border : Bob Smith
- 1925 : Sanderson le taciturne (en) (Silent Sanderson) de Scott R. Dunlap : Joel Parsons / Silent Sanderson
- 1925 : The Texas Trail : Pete Grainger
- 1925 : The Bad Lands : Patrick Angus O'Toole
- 1925 : The Prairie Pirate : Brian Delaney
- 1925 : The Man From Red Gulch : Sandy
- 1926 : Driftin' Thru : Daniel Brown
- 1926 : Le Septième Bandit (en) (The Seventh Bandit) de Scott R. Dunlap
- 1926 : The Frontier Trail : Jim Cardigan
- 1926 : Satan Town : Bill Scott
- 1927 : A Little Journey : Alexander Smith
- 1927 : Johnny Get Your Hair Cut
- 1927 : Slide, Kelly, Slide : Tom Munson
- 1928 : La Piste de 98 (The Trail of '98) : Jack Locasto
- 1928 : Burning Bridges : Jim Whitely / Bob Whitely
- 1928 : The Border Patrol : Bill Storm
- 1931 : Trader Horn : Aloysius 'Trader' Horn
- 1931 : The Vanishing Legion : 'Happy' Cardigan
- 1931 : Bad Company : McBaine
- 1931 : Cavalier of the West : Captain John Allister
- 1932 : Without Honor (en) de William Nigh : Pete Marlan, Texas Ranger
- 1932 : Law and Order : Ed Brandt
- 1932 : Border Devils : Jim Gray
- 1932 : Le Dernier des Mohicans (The Last of the Mohicans) : Hawkeye
- 1932 : The Night Rider (en) de Fred C. Newmeyer : John Brown / Jim Blake
- 1932 : Apache, cheval de la mort (en) (The Devil Horse) : Bob Norton, aka Roberts
- 1933 : La Ruée fantastique (Thundering Herd) de Henry Hathaway : Clark Spraque, Hide Dealer
- 1933 : Sunset Pass : John Hesbitt
- 1933 : Man of the Forest : Jim Gaynor
- 1935 : Wagon Trail (en) : Sheriff Clay Hartley
- 1935 : Rustler's Paradise : Cheyenne Kincaid
- 1935 : Powdersmoke Range (en) de Wallace Fox : Tucson Smith
- 1935 : Ville sans loi (Barbary Coast) : Jed Slocum
- 1935 : Wild Mustang (en) de Harry L. Fraser : Joe 'Wild Mustang' Norton
- 1935 : Last of the Clintons (en) : Trigger Carson
- 1936 : Je n'ai pas tué Lincoln (The Prisoner of Shark Island) : Commandant of Fort Jefferson
- 1936 : Ghost Town (en) : Cheyenne Harry Morgan
- 1936 : L'Or maudit (Sutter's Gold) de James Cruze : Kit Carson
- 1936 : Little Miss Nobody  de John G. Blystone : John Russell
- 1936 : The Last Outlaw (en)  de Christy Cabanne : Dean Payton
- 1936 : Valiant Is the Word for Carrie de Wesley Ruggles : Phil Yonne
- 1936 : Le Doigt qui accuse (The Accusing Finger) de James Patrick Hogan : Sen. Nash
- 1936 : Aces Wild (en) de Harry L. Fraser : Cheyenne Harry Morgan
- 1937 : Lest We Forget de Henry Hathaway, Richard Thorpe et Frank Whitbeck : lui-même
- 1937 : Racing Lady (en) de Wallace Fox : Tom Martin
- 1937 : Le Dernier round (Kid Galahad) de Michael Curtiz : Silver Jackson
- 1937 : Border Cafe (en) de  Lew Landers : Tex Stevens
- 1937 : Casse-cou (Born Reckless) de Malcolm St. Clair et Gustav Machatý : Dad Martin
- 1937 : Âmes à la mer (Souls at Sea) de Henry Hathaway : Captain of the William Brown
- 1937 : Annapolis Salute (en) de Christy Cabanne : Chief Martin
- 1937 : Danger Patrol (en) de  Lew Landers : Sam 'Easy' Street
- 1938 : Port of Missing Girls (en) de  Karl Brown : Captain Josiah Storm
- 1938 : Casier judiciaire (You and Me) de Fritz Lang : Jerome Morris
- 1938 : Sky Giant (en) de Lew Landers : Col. Cornelius Stockton
- 1938 : L'Île des angoisses (Gateway) d'Alfred L. Werker : Commissioner Nelson
- 1938 : L'Évadé d'Alcatraz (King of Alcatraz) de Robert Florey : Captain Glennan
- 1938 : The Law West of Tombstone (en) de Glenn Tryon : William 'Bill' Barker
- 1939 : Burn 'Em Up O'Connor (en) d'Edward Sedgwick : Pinky G. Delano
- 1939 : Code of the Streets (en) de Harold Young : Detective Lieutenant John Lewis
- 1939 : La rue des hommes perdus (en) (Street of Missing Men) de Sidney Salkow : Charles Putnam
- 1939 : Inside Information (en) de Charles Lamont : Captain Bill Dugan
- 1939 : Mr. Smith au Sénat (Mr. Smith Goes to Washington) : The Vice President
- 1939 : My Son Is Guilty de Charles Barton : Police Officer Tim Kerry
- 1940 : Outside the Three-Mile Limit : Captain Bailey
- 1940 : Au-delà de demain (Beyond Tomorrow) de A. Edward Sutherland : George Melton
- 1940 : Drôle de mariage (They Knew What They Wanted) de Garson Kanin : The doctor
- 1941 : Le Retour du proscrit (The Shepherd of the Hills) de Henry Hathaway : Daniel Howitt
- 1941 : Parachute Battalion (en) de Leslie Goodwins : MSgt. Bill 'Thunderhead' Richards
- 1941 : Crépuscule (Sundown) de Henry Hathaway : Dewey
- 1941 : Among the Living de Stuart Heisler : Doctor Ben Saunders
- 1942 : Les Écumeurs (The Spoilers) de Ray Enright : Al Dextry
- 1943 : Air Force de Howard Hawks : Sgt. Robbie White (crew chief on Mary-Ann)
- 1943 : Happy Land d'Irving Pichel : Gramp
- 1944 : The Great Moment (en) de Preston Sturges : Prof. Warren
- 1945 : Les diables jaunes (en) (China's Little Devils) de Monta Bell : Doc Temple
- 1946 : Duel au soleil (Duel in the Sun) de King Vidor : Lem Smoot
- 1947 : L'Ange et le Mauvais Garçon (Angel and the Badman) : Territorial Marshal Wistful McClintock
- 1947 : Le Maître de la prairie (Sea of grass) : Doc J. Reid
- 1948 : La Rivière rouge (Red River) : Mr. Melville
- 1948 : L'Homme le plus aimé (The Babe Ruth Story) : St. Louis manager
- 1949 : Danny, le petit mouton noir (So Dear To My Heart) : Judge at County Fair

## Sources
- « Harry Carey - IMDb », sur IMDb (consulté le 13 août 2020)
- « Harry Carey / Biography, Movie Highlights and Photos / AllMovie », sur AllMovie (consulté le 13 août 2020)
- « movies.yahoo.com/movie/contrib… »(Archive.org • Wikiwix • Archive.is • Google • Que faire ?)
- « Harry Carey by Kelly Ann Butterbaugh », sur things-and-other-stuff.com (consulté le 29 avril 2023)